# Christoph Homberger
Christoph Homberger (* 10. Oktober 1962 in Zürich) ist ein Schweizer Tenor.

## Werdegang
Nach einer Gesangsausbildung bei Ruth Rohner und Gösta Winbergh begann er eine Laufbahn als Oratorien- und Konzertsänger. Seine Konzerte führten ihn als Solist an die Londoner Wigmore Hall, die Tonhalle Zürich, das Concertgebouw in Amsterdam, die Carnegie Hall New York, den Musikverein Wien und die Salle Pleyel Paris.
Seit er 1989 von Herbert Wernicke für die Oper entdeckt wurde, richtet sich Christoph Hombergers Augenmerk auf die Verschmelzung der szenischen und musikalischen Komponenten von Figuren. Er arbeitete regelmässig mit den Regisseuren, Theatermachern und Musikern Christoph Marthaler, Herbert Wernicke, Hans Neuenfels, Claus Peymann, Mauricio Kagel, Frank Castorf sowie Johan Simons zusammen. Zunehmend widmet er sich außergewöhnlichen und experimentellen Musiktheater-Projekten und entwickelt Rollen, die Musik und Theater, Gesang und Schauspiel verbinden.
Mit Produktionen und Gastspielen gastierte er an der Volksbühne Berlin, Schauspielhaus Zürich, Opéra National de Paris, Staatsoper Hannover sowie Teatro La Fenice in Venedig. Außerdem erhielt er Einladungen zu den Salzburger Festspielen, den Wiener Festwochen, dem Berliner Theatertreffen, den Bregenzer Festspielen und der RuhrTriennale.
Bei der Ruhrtriennale 2014 spielte er in der Produktion Sänger ohne Schatten von Boris Nikitin.

## Diskografie
- 1994: Early Lieder (Franz Schubert) mit Ulrich Koella, Klavier –  claves 50-9406
- 2002: Die Schöne Müllerin (D 795 Franz Schubert) mit Christoph Keller, Klavier – Novalis 150 172-2
- 2004: Winterreise (D 795 Franz Schubert) mit Christoph Keller, Klavier – Novalis 150 176-2
- 2008: Liederkreis op. 39, Nachtstücke op. 23, Dichterliebe op. 48 (Robert Schumann) mit Christoph Keller, Klavier –Novalis 150 189-2